# TPH Polkowice
Il Towarzystwo Piłki Halowej Polkowice, meglio conosciuto come TPH Polkowice, è un club polacco di calcio a 5 con sede a Polkowice.
Fondato nel 1995 come Cuprum Polkowice, ha attraversato il suo miglior periodo storico tra la stagione 1996/1997 e la stagione 1998/1999 con la vittoria di due titoli polacchi ed un terzo posto. Dopo alcune stagioni di risultati non all'altezza dei precedenti, nell'annata 2003/2004 la formazione retrocede in seconda divisione del campionato polacco di calcio a 5 dove tuttora milita.

## Rosa 2008-2009
| N. |                    | Ruolo | Calciatore          |
| -- | ------------------ | ----- | ------------------- |
| -  | Polonia (bandiera) | G     | Wojciech Wojtowicz  |
| -  | Polonia (bandiera) | G     | Grzegorz Duda       |
| -  | Polonia (bandiera) | G     | Adrian Jędrzejewski |
| -  | Polonia (bandiera) | G     | Kamil Nowakowski    |
| -  | Polonia (bandiera) | G     | Artur Spychaj       |
| -  | Polonia (bandiera) | G     | Tomasz Urbaniak     |

| N. |                    | Ruolo | Calciatore             |
| -- | ------------------ | ----- | ---------------------- |
| -  | Polonia (bandiera) | G     | Grzegorz Walaszkiewicz |
| -  | Polonia (bandiera) | G     | Sebastian Jędrzejewski |
| -  | Polonia (bandiera) | G     | Grzegorz Nowak         |
| -  | Polonia (bandiera) | G     | James Blaszczyk        |
| -  | Polonia (bandiera) | G     | Konrad Janczak         |
| -  | Polonia (bandiera) | G     | Tomasz Trznadel        |

## Palmarès
- 2 Campionati polacchi: 1997, 1998